# Tarzan chez les coupeurs de têtes
Pour plus de détails, voir Fiche technique et Distribution.
Tarzan chez les coupeurs de têtes (Maciste contro i tagliatori di teste) est un film d'aventures italien réalisé par Guido Malatesta et sorti en 1963.
Alors que l'acteur principal Adriano Bellini (sous le pseudonyme de Kirk Morris) incarne dans la version originale le personnage Maciste, il incarne dans la version française Tarzan.

## Synopsis
L'héroïque Tarzan arrive sur une île pour la découvrir secouée par une éruption volcanique catastrophique... et en train de couler. Les survivants montent à bord du radeau de Tarzan, qui pilote vers une île voisine encore inconnue. Le groupe est capturé par une tribu dirigée par la belle reine Amoha. Son peuple subit des attaques répétées de la part d'une autre tribu de l'île, une tribu de sauvages chasseurs de têtes. Tarzan et ses survivants décident de l'aider et partent à la recherche du père d'Amoha avec quelques-uns de ses amis. Ils se rendent dans un château en ruine occupé par les chasseurs — autrefois une grande cité d'or — et trouvent le père d'Amoha, devenu aveugle, emprisonné seul dans l'une des salles du donjon par les chasseurs.
Le chef des chasseurs de têtes capture Amoha et décide de l'épouser en obligeant son père à donner sa bénédiction. Une grande bataille éclate au village d'Amoha lorsque les chasseurs attaquent. Au cours du combat, le chef enlève Amoha. Tarzan les poursuit, sauve Amoha, combat et vainc le chef. Après avoir sauvé la situation, Tarzan s'éloigne sur son radeau avec Amoha.

## Fiche technique
- Titre français : Tarzan chez les coupeurs de têtes[1]
- Titre original : Maciste contro i tagliatori di teste[2] (litt. « Maciste contre les coupeurs de têtes ») ou Maciste contro i cacciatori di teste[3],[4] (litt. « Maciste contre les chasseurs de têtes »)
- Réalisation : Guido Malatesta
- Scénario : Guido Malatesta
- Photographie : Domenico Scala
- Montage : Enzo Alfonzi
- Musique : Guido Robuschi, Gian Stellari (it)
- Décors : Giuseppe Ranieri
- Production : Giorgio Marzelli
- Sociétés de production : R.M.C. Produzione Cinematografica
- Format : couleurs par Eastmancolor - 2,35:1 - Son mono - 35 mm
- Pays de production :  Italie
- Langue de tournage : italien
- Genre : film d'aventures
- Durée : 85 minutes
- Dates de sortie : 
  - Italie : 10 janvier 1963
  - France : 27 novembre 1963
- Affiche : Constantin Belinsky (France)

## Distribution
- Kirk Morris : Tarzan (Tarzan en VO)
- Laura Brown : Amoha
- Franco Petruzzi (sous le nom de « Frank Leroy ») : Kermes
- Demeter Bitenc : Ariel
- Alfredo Zammi : Tirol
- Ines Holder : Asmyn
- Letizia Stephan : Moana
- Luigi Esposito : Aris
- Nello Pazzafini : Gunk
- Corinne Capri : une danseuse
- Alessandro Pregars : Olibana

## Production
Tarzan chez les coupeurs de têtes a été partiellement tourné à Ljubljana en Yougoslavie. Pour certaines scènes d'effets spéciaux, Maletesta a réutilisé les images de volcans de son précédent film Maciste contre les monstres. Le tournage s'est achevé en 1962, ce qui a permis au réalisateur de finir de travailler sur Maciste contre les monstres.